# C/400 F1
C/400 F1 ist ein Komet, der im Jahr 400 mit dem bloßen Auge gesehen werden konnte. Er wird aufgrund seiner außergewöhnlichen Helligkeit zu den „Großen Kometen“ gezählt.

## Entdeckung und Beobachtung
Die chinesische Chronik Chén Shū aus dem 7. Jahrhundert berichtet, das ein „funkelnder Stern“ erstmals am Morgen des 19. März 400 (Ortszeit) gesichtet wurde, der im Sternbild Andromeda stand und bereits einen nordwärts zeigenden Schweif von 30 Grad Länge hatte. Eine koreanische Chronik im Samguk Sagi berichtet ebenfalls von einem „funkelnden Stern“, der irgendwann im Frühling zwischen etwa Mitte März und Mitte April erschien.
Das Chén Shū berichtet weiter, dass der Komet sich zunächst am Himmel nach Norden bewegte bis in die Nähe des Großen Wagens und gegen Ende März wieder nach Süden. Er wurde wahrscheinlich Mitte April zum letzten Mal im Sternbild Jungfrau beobachtet. Die chinesische Chronik Wèi Shū aus dem 6. Jahrhundert enthält im Wesentlichen dieselben Angaben, gibt aber den Termin der ersten Sichtung einen Monat später an als das Chén Shū.
Obwohl die chinesischen Berichte nicht notwendigerweise von einem außergewöhnlich hellen Kometen berichten, gibt es Veranlassung zu glauben, dass es dennoch so war. Denn es existieren auch mehrere europäische Quellen, die von einem großen Kometen im Jahr 400 berichten. Der oströmische Historiker Philostorgios erzählt etwa 25 Jahre nach dem Ereignis in seiner Ekklesiastike Historia vom Erscheinen eines „schwertförmigen Sterns“, der ein Unglück ankündigte.
Ebenso berichteten einige Jahre danach der Historiker Sokrates Scholastikos in seiner Ekklesiastike historia und in ähnlichen Worten der römische Historiker und Jurist Sozomenos in seiner Historia Ecclesiastica vom Erscheinen eines „Kometen von ungeheurer Größe“ im Jahr 400. Während des Angriffs von Gainas auf Konstantinopel sei „sein Unternehmen durch das Erscheinen eines Kometen direkt über der Stadt vorangekündigt worden“. Dieser Komet sei „von außergewöhnlicher Größe gewesen, größer, so wurde gesagt, als jemals einer zuvor gesehen worden war, und fast bis zur Erde reichend“.
Der Komet erreichte um den 19. März eine Helligkeit von 0 mag.

## Umlaufbahn
Für den Kometen konnte von I. Hasegawa aus Beobachtungen über 22 Tage nur eine sehr unsichere parabolische Umlaufbahn bestimmt werden, die um rund 32° gegen die Ekliptik geneigt ist. Im sonnennächsten Punkt der Bahn (Perihel), den der Komet demnach um den 25. Februar 400 durchlaufen hätte, befand er sich mit etwa 31 Mio. km Sonnenabstand im Bereich weit innerhalb der Umlaufbahn des Merkur. Bereits um den 7. Februar wäre er der Venus bis auf etwa 46 Mio. km nahegekommen und um den 31. März könnte er der Erde bis auf etwa 11 Mio. km (0,075 AE) nahegekommen sein. Dies könnte seine große Helligkeit erklären und damit würde er zu den 20 der Erde in historischer Zeit am nächsten gekommenen Kometen zählen.
Aufgrund der unsicheren Ausgangsdaten kann keine Aussage darüber getroffen werden, ob und gegebenenfalls wann der Komet in das innere Sonnensystem zurückkehren könnte.